# Concile de Plaisance

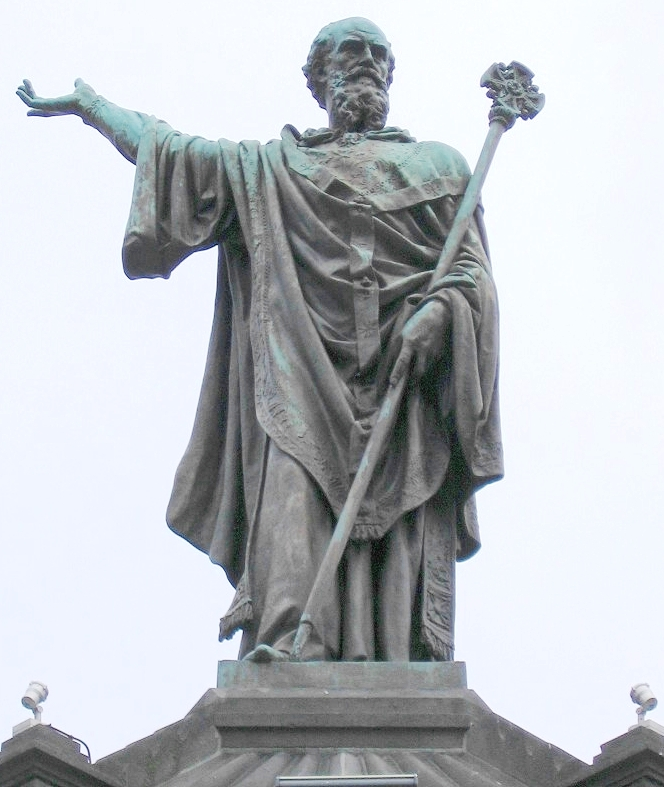
Statue d'Urbain II à Clermont, aujourd'hui Clermont-Ferrand.

Le concile de Plaisance était un synode composé d'ecclésiastiques et de laïcs de l'Église catholique romaine, qui s’est déroulé du 1er mars au 5 mars 1095, à Plaisance.

## Contexte
Ce concile se déroule à la suite de la querelle des Investitures, un important conflit politique qui a opposé le pape à l’empereur romain germanique à propos de la désignation et de la nomination des évêques et archevêques germaniques. La lutte a été tellement âpre que l’empereur a tenté de déposer Grégoire VII et fait élire un certain Guibert, connu ensuite comme l’antipape Clément III.
Le pape Urbain II est sorti vainqueur de ce conflit et décide de convoquer les évêques d’Italie, de Bourgogne, de France, d’Alémanie de Bavière et d’autres provinces à un concile qui doit se tenir à Plaisance à la mi-carême (soit le 1er mars) 1095.

## Le concile
Deux cents évêques ont répondu à la convocation, ainsi que quatre mille autres prélats et trente mille laïcs. Il y a tellement de monde que, faute d’église ou d’esplanade suffisamment vaste le concile doit se tenir dans la plaine à l'extérieur de la ville. Cette recrudescence de participants reflète l'autorité croissante de l'église peu après la mort du pape Grégoire VII.

### Les canons adoptés
Le texte officiel des canons n’a pas été conservé et on en connaît actuellement deux versions, l’une issue du récit du chroniqueur Bernold, l’autre d’un document citant quinze capitula statutorum du concile de Plaisance
Les canons mentionnés par Bernold sont :
1. Nul ne doit être admis à faire pénitence s’il ne renonce au concubinage, à la haine ou à toute autre péché mortel ;
2. Aucun prêtre ne doit recevoir à la pénitence, si ce n’est que par commission de son évêque ;
3. On ne doit pas refuser l’eucharistie à ceux qui se confessent d’une manière satisfaisante et n’appartiennent que de corps au parti des excommuniés[1] sans prendre part à leur service divin ;
4. L’hérésie des simoniaques est condamnée ;
5. celle des nicolaïtes est condamnée ;
6. L’hérésie de Bérenger est anathémisée ; on déclare que le pain et le vin consacré sur l’autel sont changés vere et essentialiter[2] et non seulement figure au corps et au sang du seigneur ;
7. on prononce l’anathème contre Guibert[3] et ses partisans ;
8. on ne doit rien exiger pour la confirmation, le baptême et les enterrements ;
9. les jeûnes des quatre temps sont fixés à la première semaine du carême, à celle de la Pentecôte, à la troisième semaine de septembre et de décembre ;

Les quinze capitula statutorum sont les suivants :
1. confirmation des ordonnances des papes contre les simoniaques ;
2. toutes les consécrations obtenues à prix d’argent sont nulles ;
3. la consécration par un simoniaque d’une personne élue de manière non simoniaque, lorsque celle-ci peut prouver ignorer l’indignité de son consécrateur, conserve tout son effet ;
4. si l’élu savait son consécrateur simoniaque, la consécration est nulle ;
5. ceux qui, encore enfant, ont obtenu une église à prix d’argent payée par leur parent, peuvent, par tolérance, la conserver s’ils s’engagent à vivre de manière canonique ;
6. ceux qui, adultes, ont obtenu une église à prix d’argent, peuvent par tolérance servir dans une autre église au même rang, et si ce n’est pas possible, servir dans le même église à un rang inférieur ;
7. celui qui a été ordonné canoniquement avant une acquisition simoniaque, conservera son rang s’il rend ce qu’il a acquis à prix d’argent ;
8. les consécrations faites par l’hérésiarque Guibert depuis sa condamnation ne sont pas valables ;
9. idem pour les consécrations faites par tous les autres hérésiarques, et particulièrement les excommuniés ou ceux qui ont usurpé les sièges épiscopaux du vivant de leurs prédécesseurs ;
10. les personnes consacrées par des évêques régulièrement ordonnés et devenus plus tard schismatiques sont autorisés à conserver leur rang, s’il s’en montrent digne au point de vue de la morale et de la science[5] ;
11. ceux qui se seront désormais consacrés par les schismatiques ne pourront pas bénéficier de cette tolérance ;
12. Cette tolérance, imposé par la force des choses, ne peut pas porter préjudices aux saints canons ;
13. ce canon est identique au huitième canon cité par Bernold ;
14. ce canon est identique au neuvième canon cité par Bernold ;
15. celui qui est ordonné dans une église doit demeurer dans cette église et personne ne peut posséder deux églises ;

On le voit, ces canons sont destinés à affirmer l’autorité du pape sur toute la chrétienté en excommuniant les dissidents et à lutter contre la simonie et la corruption du clergé. Mais ces règles strictes n’excluent pas le pardon et le repentir et permettent aux religieux qui se trouvent dans l’erreur de conserver leur situation en échange de la soumission et du repentir. De plus ce pardon s’applique aux erreurs du passé, mais ne peut en aucun cas être utilisé pour pardonner des errements futurs (11e et 12e capitula statutorum).

### Les décisions relatives à la chrétienté
Parmi les laïcs se trouve Adélaïde de Kiev, l'épouse de l'empereur Henri IV, qui vient pour se plaindre à propos des affaires relatives à son mari et des traitements que lui fait subir ce dernier. La même année, l'annulation de son mariage lui est accordée.
Sont également présents des ambassadeurs de Philippe Ier de France, venus pour faire appel de l'excommunication récemment prononcée envers leur souverain, après son divorce jugé illégal et son remariage avec Bertrade de Montfort. Yves de Chartres considère que le roi ne cherche en fait qu’à gagner du temps et recommande au pape de se défier des ambassadeurs de France. Un délai est cependant accordé à Philippe qui a jusqu'à la pentecôte (13 mai) pour rectifier la situation. 
Hugues, légat et archevêque de Lyon est suspendu pour n’être pas venu au concile ni s’en être excusé.

### Les envoyés de Byzance
À ce concile sont également présents des ambassadeurs envoyés par l'empereur byzantin Alexis Ier Comnène. Alexis avait été excommunié par Grégoire VII et, après plusieurs mesures de réintégration au sein de l'église, Urbain II avait levé définitivement l'excommunication en devenant pape en 1088, ce qui fait que les relations peuvent être qualifiées d'apaisées durant cette période. L'empire byzantin avait perdu la majeure partie de son territoire au profit des Turcs Seljoukides à la suite de la bataille de Manzikert en 1071 et Alexis espère que les chevaliers européens viennent l'aider à restaurer sa puissance en Asie mineure.
Les ambassadeurs ont exagéré probablement le risque immédiat couru par l'empire, car les Seldjoukides sont alors en proie à des luttes intestines. Alexis fait aussi dire que Jérusalem est également détenue par les musulmans, sachant l'importance qu'avait cette ville aux yeux des catholiques, pour lesquels Jérusalem est au centre du monde.
Dès le concile de Plaisance, le pape engage les fidèles à prêter serment de partir combattre pour secourir Alexis. Puis en novembre 1095, à l’occasion d'un autre concile, celui de Clermont, Urbain II appelle toute la noblesse de la chrétienté à partir aider l’empereur byzantin contre les Turcs et à délivrer les Lieux saints. L’appel aura un énorme succès et de nombreux nobles se réuniront dans la première croisade.

## Sources
La plupart des informations à propos du concile de Plaisance viennent du chroniqueur Bernold de Constance, qui était probablement lui-même présent, ainsi que de Ekkehard d'Aura et Guibert de Nogent, qui étaient peut-être à Plaisance sinon à Clermont. Il n’existe aucune source byzantine contemporaine citant les ambassadeurs mais le concile est mentionné par le chroniqueur du XIIIe siècle, Théodore Scutariotes, dont les travaux ont disparu.